# I Do (Arvingarna-låt)
I Do är en musiksingel som framförs av Arvingarna från 2019. Låten är skriven av Nanne Grönvall, Mikael Karlsson, Casper Janebrink och Thomas Johansson. Tre av bandmedlemmarna framförde låten  i den fjärde semifinalen av Melodifestivalen 2019 där de tog sig till andra chansen. Bandets trummis Tommy Carlsson medverkade då inte då han var på  semester med familjen i Florida som varit bokad sedan över ett år. Bandet bad om att få uppträda i en tidigare deltävling men fick inte genomföra sin önskan. I andra chansen var Tommy tillbaka. De tog sig vidare till final efter duellerat i andra chansen mot Rebecka Karlsson. Låten är den femte låten bandet tävlar med i Melodifestivalen. Låten placerade sig på plats 39 på Sverigetopplistan under sin första vecka. Idén till låten kom från ICA-handlaren Mikael Karlsson, Ica-handlare i Skurup, som tyckte att det behövdes lite gladare låtar i tävlingen. Låten vann årets låt i Guldklaven 2019.

## Listplaceringar
| Lista (2019) | Placering |
| ------------ | --------- |
| Digilistan   | 39        |
| Svensktoppen | 5         |